# Rezolucja Rady Bezpieczeństwa ONZ nr 1661
Rezolucja Rady Bezpieczeństwa ONZ nr 1661 została uchwalona 14 marca 2006 podczas 5384. posiedzenia Rady.
Rezolucja nie zawiera postanowień o wiążącej mocy prawnej, stanowi jedynie polityczny wyraz poparcia dla toczących się negocjacji pokojowych między prowadzącymi od lat wojnę graniczną Etiopią i Erytreą. 